# Tavşan Adası (Îles des Princes)
Pour les articles homonymes, voir Île aux lapins.
Tavşanadası (littéralement, « Île du Lapin »), aussi souvent appelée Balıkçı Adası (« Île du Pêcheur ») et en grec Νέανδρος, est la plus petite (0,004 km²) et la plus éloignée d'Istanbul des neuf îles aux Princes.
À environ 2 km au sud de l'île de Büyükada, Tavşanadası est une île de 90 m de long.
Des colons de l'île d'Andros, en mer Égée, y ont émigré et lui ont donné le nom de « Neo-Andros ». On y trouvait des lapins en abondance, ce qui lui vaut son nom. Les pêcheurs y viennent lorsque le poisson se fait rare dans le Bosphore, ce qui lui vaut son second nom.
Il y a une plage et un port naturel dans la direction de l'est. Jusqu'à peu, c'était un centre de pêcheurs de langoustes et de chasseurs d'insectes.
Manuel I. Kommenos, dans un essai sur les îles, a écrit une note sur le monastère de Tavşanadası (Néo-Andros). Le monastère en question fut établi par le patriarche Ignace de Constantinople, d'après les écrits de Nicétas de Paphlagonie. (J.pargoire, Les Monastères de saint Ignace Les plus petits îlots de l'archipel des princes, Sofia 1901). Il fut occupé jusqu'en 1158. En état de délabrement sur l'île Spilia, Aya ie (Ayios Yuannis) appartient au monastère. 
Comme une carrière de pierres ballottée par les herbes. Durant la période byzantine, l'île servit de carrière de pierre, pour la capitale Constantinople en reconstruction.
Le homard et les insectes de Tavşanadası ont commencé à être connus.
L'île est devenue une destination populaire pour une visite occasionnelle. 
En 1993, sur proposition du maire Recep Koç une structure naturelle de pins et d'acacias a été plantée sur cette île.